# Utetheisa stretchii
Utetheisa stretchii là một loài bướm đêm thuộc phân họ Arctiinae, họ Erebidae.